# غواصية
الغواصية[بحاجة لمصدر] (الاسم العلمي: Gaviidae) هي فصيلة من الطيور تتبع رتبة الغواصيات من طائفة الطيور.

## أجناس
- الغواص